# Gerrit Willem Dijsselhof

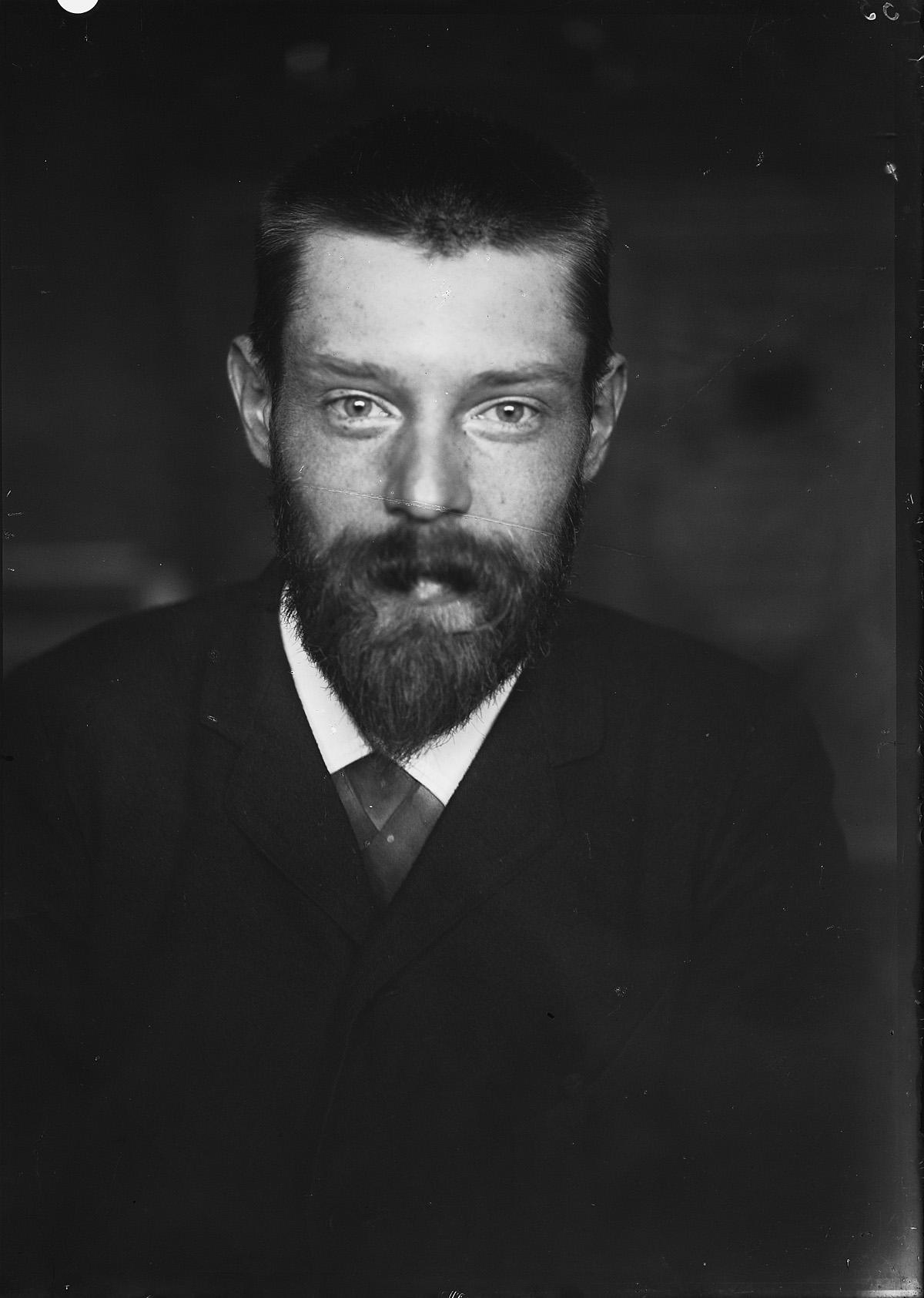
Gerrit Willem Dijsselhof gefotografeerd door Willem Witsen in 1892

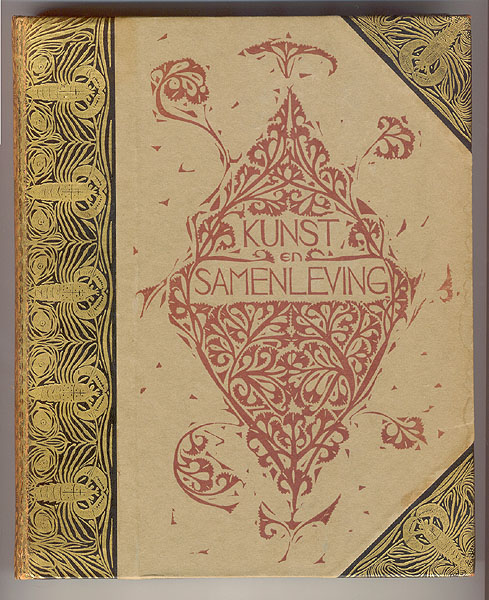
Boekbandontwerp G.W. Dijsselhof voor Kunst en Samenleving van Walter Crane. Nederlandse bewerking Jan Veth (1893)

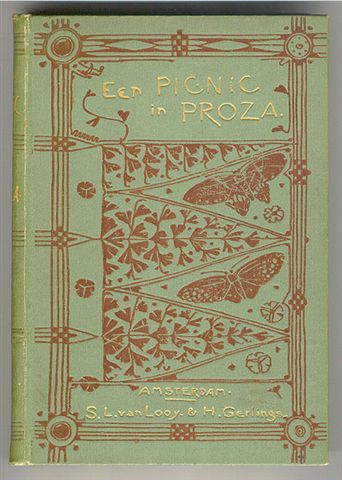
Een pic-nic in proza, bandontwerp G.W. Dijsselhof 1893, uitgever: Van Looy en Gerlings

Gerrit Willem Dijsselhof (Hoog Zuthem, 8 februari 1866 – Overveen, 14 juni 1924) was een Nederlandse schilder en sierkunstenaar. G.W. Dijsselhof was een van de belangrijkste kunstenaars van de Nieuwe Kunst, de naam waaronder de jugendstil/art nouveau in Nederland bekend werd.

## Levensloop
Na van 1882 tot 1884 opgeleid te zijn aan de Koninklijke Academie van Beeldende Kunsten (Den Haag) studeerde hij verder aan de Rijksschool voor Kunstnijverheid Amsterdam van 1884 tot 1886. Op deze school was hij leerling in de boetseerklas en met andere leerlingen daar, Theo Nieuwenhuis, Joseph Mendes da Costa en Lambertus Zijl, richtte hij de vereniging 'Labor et Artes' op. In het atelier van Mendes da Costa kwamen de vier vrienden in contact met andere jonge Amsterdamse kunstenaars als Isaac Israëls, Jan Veth en Willem Kloos, en bespraken zij de ontwikkelingen in de beeldende kunst. Dijsselhof groeide uit tot een aanhanger van de ideeën van William Morris en Walter Crane, de grondleggers van de arts-and-craftsbeweging.

## Werk
Dijsselhof was toegewijd aan het eerlijke handwerk en hij onderschreef de opvattingen van de arts-and-crafts volledig. Het is dan ook begrijpelijk dat hij de versiering van Jan Veths Nederlandse bewerking van Walter Cranes Claims of Decorative Art voor zijn rekening nam. Dit boek, in 1893 onder de titel Kunst en Samenleving uitgegeven door Scheltema & Holkema's Boekhandel te Amsterdam, groeide mede door de fraaie houtsnedes van Dijsselhof uit tot een voorbeeld voor tal van sierkunstenaars.
Hij werd een allroundkunstenaar met zijn werk als schilder, batikker, ontwerper van meubels, textiel en behang, en was glasschilder en boekbandontwerper.
In opdracht van de huidarts Willem van Hoorn ontwierp Dijsselhof in 1895 voor diens Amsterdamse woning een volledige interieur in de stijl van de Nieuwe Kunst. De kamer werd ontworpen als een Gesamtkunstwerk. Het borduurwerk op de grote batikpanelen aan de wanden is van de hand van de naaldkunstenaar Willy Keuchenius. Met haar zou Dijsselhof later in het huwelijk treden. De kamer is bewaard gebleven en staat sinds 1935 als de Dijsselhofkamer opgesteld in het Kunstmuseum Den Haag.

## Werk in openbare collecties (selectie)
- Museum Boijmans Van Beuningen, Rotterdam[2]
- Rijksmuseum Amsterdam[3]